# Markus Feulner
Markus Feulner (Scheßlitz, Alemania Federal, 12 de febrero de 1982) es un exfutbolista alemán que jugaba de centrocampista.
Tras retirarse al término de la temporada 2018-19, se mantuvo en el F. C. Augsburgo como entrenador en las categorías inferiores del club.

## Clubes
| Club                | País     | Año       |
| ------------------- | -------- | --------- |
| F. C. Bayern Múnich | Alemania | 2001-2003 |
| 1. FC Colonia       | Alemania | 2004-2006 |
| 1. FSV Mainz 05     | Alemania | 2006-2009 |
| Borussia Dortmund   | Alemania | 2009-2011 |
| 1. FC Nürnberg      | Alemania | 2011-2014 |
| F. C. Augsburgo     | Alemania | 2014-2017 |
| F. C. Augsburgo II  | Alemania | 2017-2019 |

## Palmarés
F. C. Bayern Múnich
- Bundesliga: 2002-03
- Copa de Alemania: 2003

Borussia Dortmund
- Bundesliga: 2010-11